# (6854) 1987 UG
(6854) 1987 UG là một tiểu hành tinh vành đai chính. Nó được phát hiện bởi Kenneth W. Zeigler ở Anderson Mesa Đài thiên văn Lowell south thuộc Flagstaff, Arizona, ngày 20 tháng 10 năm 1987.